# Tuti (Paraulògic)
En el joc del paraulògic, el Tuti és el mot més important, que conté totes les lletres incloses en el joc del dia.
Es tracta del mot més important per als jugadors del Paraulògic. El motiu no és únicament una qüestió d'estratègia. Per als jugadors, trobar el tuti proporciona una satisfacció especial, sovint superior al valor dels punts que se n'obtenen. El nombre de tutis que l'usuari hi pot descobrir no és fix, sinó que canvia d'un dia a l'altre, en funció de la combinació de lletres disponible: a vegades només n'hi ha un, d'altres n'hi ha dos i en determinades ocasions n'hi ha ha tres i fins i tot més.
A partir del joc del Paraulògic, la paraula 'Tuti' ha anat agafant volada i s'ha convertit en un fenomen social que abasta des de la lletra de cançons que s'han fet virals, l'arribada als mitjans de comunicació de masses, i fins i tot ha estat utilitzada amb els anuncis de fitxatges del Barça.